# Special De Ryck
Special De Ryck is een Belgisch bier van hoge gisting.
Het bier wordt gebrouwen in Brouwerij De Ryck te Herzele.
Het is een licht amberkleurige Spéciale belge met een alcoholpercentage van 5,5%. Dit bier wordt al gebrouwen sinds de brouwerij herstartte in 1920. Het bier behaalde op de World Beer Cup 2006 de bronzen medaille in de categorie Belgian & French Style Ale en op de World Beer Cup 2008 de bronzen medaille in de categorie Belgian Style Pale Ale.

Special De Ryck is door het Vlaams Centrum voor Agro- en Visserijmarketing (VLAM) erkend als officieel streekproduct.